# 33596 Taesoolee
33596 Taesoolee este o planetă minoră (asteroid) din centura de asteroizi. A fost descoperită pe 10 mai 1999 la Experimental Test Site⁠(d) de Lincoln Near-Earth Asteroid Research. 
Obiectul prezintă o orbită caracterizată de o semiaxă mare de 2,7080483 UAi, o excentricitate de 0,02, o înclinație de 1,81656 ° în raport cu ecliptica.